# Relació sustentació/arrossegament

La sustentació i l'arrossegament són els dos components de la força aerodinàmica total que actua sobre un perfil aerodinàmic o un avió.

En aerodinàmica, la relació sustentació-arrossegament o relació L/D  (de l'anglès: liftt to drag ratio) és la sustentació generada per un cos aerodinàmic com un perfil aerodinàmic o un avió, dividida per la resistència aerodinàmica causada pel moviment a través de l'aire. Descriu l'eficiència aerodinàmica en condicions de vol determinades. La relació L/D per a qualsevol cos determinat variarà segons aquestes condicions de vol.

## Descripció
Per a una ala aerodinàmica o un avió motoritzat, la L/D s'especifica quan està en vol recte i pla. Per a un planador determina la proporció de planament, de la distància recorreguda contra la pèrdua d'alçada.
El terme es calcula per a qualsevol velocitat de l'aire en particular mesurant la sustentació generada i després dividint-lo per l'arrossegament a aquesta velocitat. Aquests varien amb la velocitat, de manera que els resultats normalment es representen en un gràfic bidimensional. En gairebé tots els casos, el gràfic forma una U, a causa dels dos components principals de l'arrossegament. la L/D es pot calcular mitjançant la dinàmica de fluids computacional o la simulació per ordinador. Es mesura empíricament mitjançant proves en un túnel de vent o en prova de vol lliure.
La relació L/D es veu afectada tant per l'arrossegament de forma del cos com per l'arrossegament induït associat a la creació d'una força de sustentació. Depèn principalment dels coeficients de sustentació i arrossegament, l'angle d'atac al flux d'aire i la relació d'aspecte de l'ala.
La relació L/D és inversament proporcional a l'energia requerida per a una trajectòria de vol determinada, de manera que duplicar la relació L/D requerirà només la meitat de l'energia per a la mateixa distància recorreguda. Això es tradueix directament en una millor economia de combustible.
La relació L/D també es pot utilitzar per a embarcacions aquàtiques i vehicles terrestres. Les ràtios L/D per als vaixells hidroala i les embarcacions de desplaçament es determinen de manera similar a les aeronaus.

## Sustentació i arrossegament

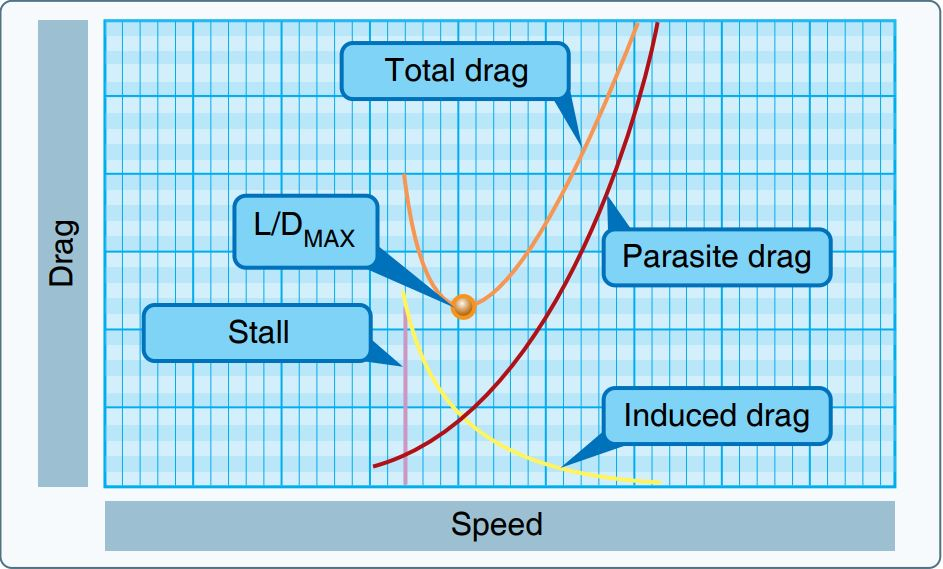
Arrossegament vs Velocitat. L/DMAX es produeix a l'arrossegament total mínim (per exemple, paràsit més induït)

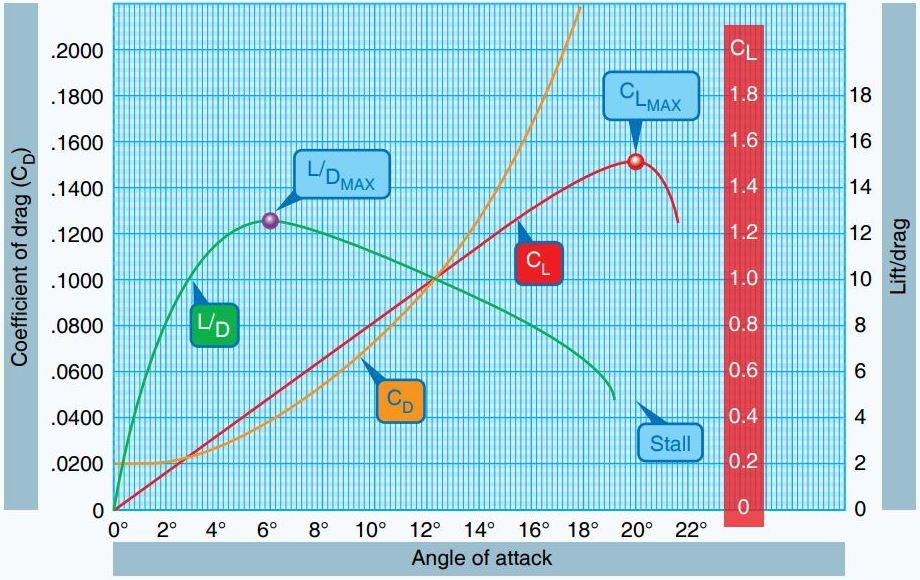
Coeficients d'arrossegament C _{D} i sustentació C _{L} vs angle d'atac.

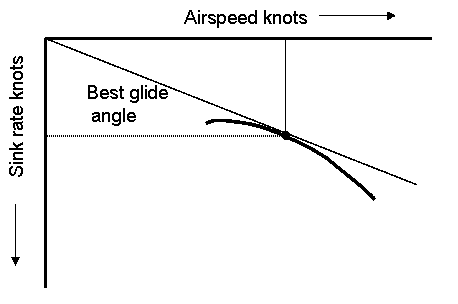
Corba polar que mostra l'angle de planament per a la millor velocitat de planament (millor L/D). És l'angle de planament més pla possible a través d'aire tranquil, que maximitzarà la distància volada. Aquesta velocitat de l'aire (línia vertical) correspon al punt tangent d'una recta que parteix de l'origen del gràfic. Un planador que vola més ràpid o més lent que aquesta velocitat recorrerà menys distància abans d'aterrar.

La sustentació es pot crear quan un cos en forma de perfil aerodinàmic viatja a través d'un fluid viscós com l'aire. El perfil aerodinàmic sovint està inclinat i/o posat en un angle d'atac al flux d'aire. Aleshores, l'ascensor augmenta com el quadrat de la velocitat de l'aire.
Sempre que un cos aerodinàmic genera sustentació, això també crea arrossegament induït per sustentació o arrossegament induït. A baixes velocitats, un avió ha de generar sustentació amb un angle d'atac més alt, la qual cosa resulta en una major resistència induïda. Aquest terme domina el costat de baixa velocitat del gràfic de sustentació en funció de la velocitat.

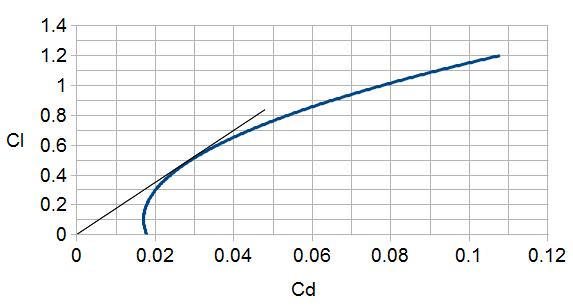
Corba d'arrossegament per a avions lleugers. La tangent dóna el punt L/D màxim.

L'arrossegament de forma és causat pel moviment del cos a través de l'aire. Aquest tipus d'arrossegament, conegut també com a resistència a l'aire o arrossegament del perfil, varia amb el quadrat de la velocitat (vegeu l'equació d'arrossegament ). Per aquesta raó, l'arrossegament del perfil és més pronunciat a majors velocitats, formant el costat dret de la forma d'U del gràfic de sustentació/velocitat. L'arrossegament del perfil es redueix principalment mitjançant la racionalització i la reducció de la secció transversal.
L'arrossegament total de qualsevol cos aerodinàmic té, per tant, dos components, l'arrossegament induït i l'arrossegament de forma.

### Coeficients de sustentació i arrossegament
Les taxes de canvi de sustentació i arrossegament amb angle d'atac (AoA) s'anomenen respectivament coeficients de sustentació i arrossegament C L i C D. La proporció variable de sustentació a arrossegament amb AoA sovint es representa en termes d'aquests coeficients.
Per a qualsevol valor de sustentació, l'AoA varia amb la velocitat. Els gràfics de C L i C D en funció de la velocitat s'anomenen corbes d'arrossegament. La velocitat es mostra augmentant d'esquerra a dreta. La relació de sustentació/arrossegament ve donada pel pendent des de l'origen fins a algun punt de la corba i, per tant, la relació màxima L/D no es produeix al punt de menor coeficient d'arrossegament, el punt més esquerre. En canvi, es produeix a una velocitat una mica més gran. Els dissenyadors normalment seleccionaran un disseny d'ala que produeixi un pic L/D a la velocitat de creuer escollida per a un avió d'ala fixa motoritzat, maximitzant així l'economia. Com totes les coses de l'enginyeria aeronàutica, la proporció de sustentació a arrossegament no és l'única consideració per al disseny de les ales. El rendiment amb un angle d'atac elevat i una parada suau també són importants.

## Relació de planament
Com que el fuselatge de l'avió i les superfícies de control també afegiran arrossegament i possiblement una mica de sustentació, és just tenir en compte la L/D de l'avió en el seu conjunt. La relació de planeig, que és la relació entre el moviment cap endavant d'una aeronau (sense motor) i el seu descens, és (quan es vol a velocitat constant) numèricament igual a la L/D de l'avió. Això és especialment interessant en el disseny i l'operació d'avions d'alt rendiment, que poden tenir relacions de planejament gairebé 60 a 1 (60 unitats de distància cap endavant per cada unitat de descens) en els millors casos, però amb 30:1 considerant-se un bon rendiment. per a ús recreatiu general. Aconseguir el millor L/D d'un planador a la pràctica requereix un control precís de la velocitat de l'aire i un funcionament suau i restringit dels controls per reduir l'arrossegament de les superfícies de control desviades. En condicions de vent zero, L/D serà igual a la distància recorreguda dividida per l'altitud perduda. Aconseguir la màxima distància d'altitud perduda en condicions de vent requereix una modificació addicional de la millor velocitat de l'aire, així com l'alternança de creuer i tèrmica. Per aconseguir una gran velocitat a tot el país, els pilots de planadors que anticipen fortes tèrmiques sovint carreguen els seus planadors (plans de vela) amb llast d'aigua : l'augment de la càrrega alar significa una relació de planeig òptima a una major velocitat, però a costa de pujar més lentament en tèrmiques. Com s'indica a continuació, la L/D màxim no depèn del pes o de la càrrega alar, però amb una càrrega alar més gran, la L/D màxim es produeix a una velocitat d'aire més ràpida. A més, la velocitat de l'aire més ràpida significa que l'avió volarà a un nombre de Reynolds més gran i això normalment provocarà un coeficient d'arrossegament de sustentació zero més baix.

## Teoria

### Relació subsònica
Matemàticament, la relació màxima sustentació-arrossegament es pot estimar com
{\displaystyle (L/D)_{\text{max}}={\frac {1}{2}}{\sqrt {\frac {\pi \varepsilon {\text{AR}}}{C_{D,0}}}},}
on AR és la relació d'aspecte, {\displaystyle \varepsilon } el factor d'eficiència d'envergadura, un nombre inferior però proper a la unitat per a ales llargues i rectes, i {\displaystyle C_{D,0}} el coeficient d'arrossegament de sustentació zero.
El més important és que la proporció màxima de sustentació/arrossegament és independent del pes de l'avió, de l'àrea de l'ala o de la càrrega de l'ala.
IEs pot demostrar que els dos factors principals de la proporció màxima de sustentació/arrossegament per a un avió d'ala fixa són l'envergadura i l'àrea total mullada. Un mètode per estimar el coeficient d'arrossegament de sustentació zero d'una aeronau és el mètode de fricció de la pell equivalent. Per a un avió ben dissenyat, l'arrossegament de sustentació zero (o arrossegament del paràsit) es compon principalment d'arrossegament per fricció de la pell més un petit percentatge d'arrossegament de pressió causat per la separació del flux. El mètode utilitza l'equació
{\displaystyle C_{D,0}=C_{\text{fe}}{\frac {S_{\text{wet}}}{S_{\text{ref}}}},}
on {\displaystyle C_{\text{fe}}} és el coeficient de fricció de la pell equivalent, {\displaystyle S_{\text{wet}}} és la zona mullada i {\displaystyle S_{\text{ref}}} és l'àrea de referència de l'ala. El coeficient de fricció de la pell equivalent té en compte tant l'arrossegament de separació com l'arrossegament de fricció de la pell i és un valor força coherent per als tipus d'aeronaus de la mateixa classe. Substituint-ho a l'equació per a la relació màxima sustentació-arrossegament, juntament amb l'equació per a la relació d'aspecte ( {\displaystyle b^{2}/S_{\text{ref}}} ), dóna l'equació {\displaystyle (L/D)_{\text{max}}={\frac {1}{2}}{\sqrt {{\frac {\pi \varepsilon }{C_{\text{fe}}}}{\frac {b^{2}}{S_{\text{wet}}}}}},}
where b is wingspan. The term {\displaystyle b^{2}/S_{\text{wet}}} is known as the wetted aspect ratio. The equation demonstrates the importance of wetted aspect ratio in achieving an aerodynamically efficient design.

### Relació supersònica
A velocitats molt grans, les relacions sustentació/arrossegament solen ser més baixes. El Concorde tenia una proporció de sustentació/arrossegament d'uns 7 a Mach 2, mentre que un 747 té uns 17 a uns 0,85 mach.
Dietrich Küchemann va desenvolupar una relació empírica per predir la relació L/D per a nombres de Mach alts:
{\displaystyle L/D_{\text{max}}={\frac {4(M+3)}{M}},}
on M és el nombre de Mach. Les proves al túnel de vent han demostrat que això és aproximadament exacte.

## Exemples de relacions L/D
- House sparrow: 4:1
- Herring gull 10:1
- Common tern 12:1
- Albatross 20:1
- Wright Flyer 8.3:1
- Boeing 747 V. Creuer 17.7:1.[9]
- Airbus A380 V. Creuer 20:1[10]

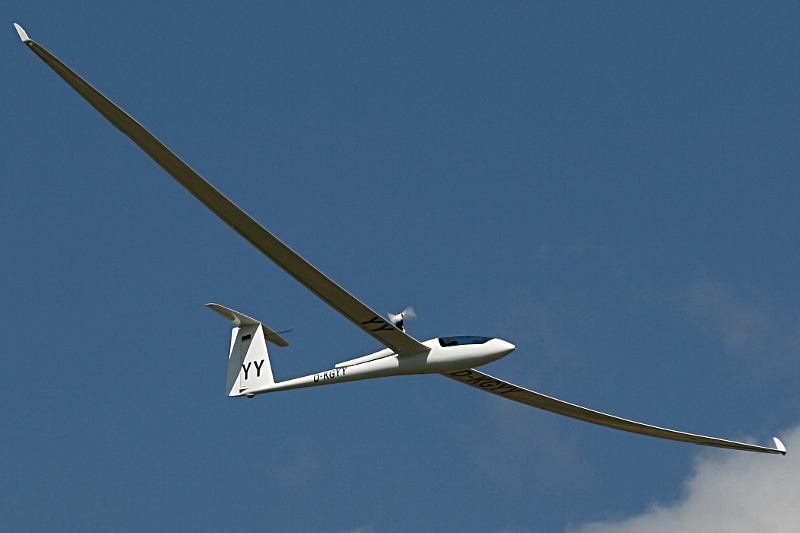
El Nimeta_D-KGYY té la millor relació de planament per a un planador

- Concorde a l'enlairament i a l'aterratge 4:1, augmentant a 12:1 a Mach 0,95 i 7,5:1 a Mach 2[11]
- Helicòpter a 100 kn (190 km/h)  4.5:1[12]
- Cessna 172 planant 10.9:1[13]
- Lockheed U-2 V. Creuer 25.6:1[14]
- Rutan Voyager 27:1
- Virgin Atlantic GlobalFlyer 37:1[15]

| Avió de línia               | creuer L/D | Primer vol             |
| --------------------------- | ---------- | ---------------------- |
| Lockheed L1011 -100         | 14.5       | 16 de novembre de 1970 |
| McDonnell Douglas DC-10 -40 | 13.8       | 29 d'agost de 1970     |
| Airbus A300-600             | 15.2       | 28 d'octubre de 1972   |
| McDonnell Douglas MD-11     | 16.1       | 10 de gener de 1990    |
| Boeing 767 -200ER           | 16.1       | 26 de setembre de 1981 |
| Airbus A310-300             | 15.3       | 3 d'abril de 1982      |
| Boeing 747 -200             | 15.3       | 9 de febrer de 1969    |
| Boeing 747-400              | 15.5       | 29 d'abril de 1988     |
| Boeing 757-200              | 15.0       | 19 de febrer de 1982   |
| Airbus A320-200             | 16.3       | 22 de febrer de 1987   |
| Airbus A310-300             | 18.1       | 2 de novembre de 1992  |
| Airbus A340-200             | 19.2       | 1 d'abril de 1992      |
| Airbus A340-300             | 19.1       | 25 d'octubre de 1991   |
| Boeing 777 -200             | 19.3       | 12 de juny de 1994     |